# Joaquín Turina
Joaquín Turina y Pérez (ur. 9 grudnia 1882 w Sewilli, zm. 14 stycznia 1949 w Madrycie) – hiszpański kompozytor, pianista, dyrygent i teoretyk muzyki.

## Życiorys
Studiował w Sewilli i Madrycie, w 1905 udał się do Paryża, gdzie uczył się gry fortepianowej od Maurycego Moszkowskiego i kompozycji od Vincenta d’Indy’ego, w 1906 zaczął występować jako solista i kameralista. Inspiracją dla jego twórczości był w tym okresie głównie Isaac Albéniz. W 1914 wrócił do Hiszpanii i został członkiem Kwartetu Madryckiego, od 1931 był profesorem konserwatorium w Madrycie, a także dyrygentem. Tworzył w dużej mierze pod wpływem francuskiego impresjonizmu, a także hiszpańskiej muzyki ludowej, w tym andaluzyjskiego folkloru. Do ważniejszych jego dzieł należą: poemat symfoniczny La processión del Rocco (1912), Sinfonia Sevillana (1920), a także utwory kameralne, fortepianowe (Mujeres españolas z. 1-2, 1917-1932), gitarowe, Sonata española na skrzypce i fortepian (1934), pieśni i opery (Margot, wyst. w Madrycie w 1914, Jardín de oriente, wyst. 1923). Pisał także artykuły i recenzje muzyczne (w madryckim piśmie El Debate), a w 1917 wydał w dwóch tomach Enciclopedia abreviada de la música.
Odznaczony Krzyżem Wielkim Orderu Cywilnego Alfonsa X Mądrego (1942).